# Христо Траянов (писател)
Христо Стоянов Траянов е български писател, публицист, издател, гл. редактор, ветеран и общественик.

## Биография и творчество
Христо Стоянов Траянов е роден на 20 март 1926 г. в гр.Брацигово. Той е четвъртото дете на Мария и Стоян Троянови. Първородният им син – Любомир умира в юношеските си години, а третото дете в семейството – Пенка умира на 19 години от левкемия. Остават живи двамата братя Ангел и Христо. Хр. Траянов е правнук на Поп Сокол (свещеник Никола Троянов) – съорганизатор на Априлското Въстание, председател на Брациговския революционен комитет, учител и свещеник. Бащата на Хр. Траянов – Стоян Троянов е участник в Първата световна война, а самият Христо Траянов е бил доброволец във Втората световна война. За своето участие във Великата Отечествената война, както и за своята обществено-патриотична дейност и професионализъм, той е многократно награждаван с различни грамоти, награди, ордени и медали сред които: Орден Народна република България, Орден Кирил и Методий, Орден Червено знаме, Орден за Военна заслуга, както и с медалите: За Боева Заслуга, Георгий Жуков, 1300 години България, различни юбилейни медали, медали на Министерство на Вътрешните работи и др. 
Първите години на Христо Траянов преминават в относителна бедност поради факта, че повечето пари с които разполага неговото семейство се използват за лечението брат му и сестра му. Още от съвсем малък, Христо е искал да се учи и е бил много разочарован, когато училището в гр. Брацигово отказва да го приеме, като ученик поради ненавършени 7 години. Придобива гимназиалното си образование в град Пазарджик – Пазарджишка мъжка гимназия, като често му се е налагало да изминава разстоянието от 20 км пеша от своя дом до гимназията. Като гимназист ръководи списание „Жар“ и публикува първите си стихосбирки „Зората изгрява“ и „Към нов живот“. По политически причини е изключен.
След завършването на гимназиалното си образование заминава за Прага, където първоначално записва медицина, но впоследствие се прехвърля във Висшата политическа школа – журналистически факултет. Там става главен редактор на седмичния български вестник „Трудов фронт“, съветник е на балканския отдел на в. „Руде Право“ и заедно с Ангел Вълчанов ръководят българската емисия на радио Прага – два пъти дневно. Владее български, чешки, полски, испански и руски език. От 1949 г. в ЦС на българските профсъюзи ръководи сектор „Печат“ – седмичните вестници, около двадесет на брой. Основател и главен редактор е на ‚Верен страж“ и гл. редактор на „Граничар“. Близо 7 години е главен редактор на военния вестник „На боеви пост“ и завежда печата на МВР.
Съосновател е на вестник „Труд“ и от репортер се издига до зам.-главен редактор и първи задграничен кореспондент в Москва, след това в Латинска Америка със седалища в Хавана. Носител е на златните пера на Съюза на българските журналисти и на в-к. „Труд“.
Работи в главна редакция на седмичния вестник на „София прес“ – „Софийски новости“ на английски, френски, немски, испански и руски език. Става и зам.-главен редактор на сп. „Българо-съветска дружба“. Дълго време работи и като главен редактор на „Профиздат“, което под неговото вещо ръководство от брошурно издателство се превръща в едно от най-големите издателства на страна за художествена литература. В Профиздат създава „Библиотека за работника“ едно от най-масовите издания за разкази от цял свят; „Библиотека за световна класика на работническа тематика“; „Библиотека около света“; „Библиотека за хумор и сатира“ и „Индулгенции“ Под негово ръководство излизат книгите „Повест за преживяното“ от Борис Дяков“ и „Барелеф на скалите“ от Алдан Семьонов“. Съдейства за излизането на книгите на Солженицин, които изиграват голяма роля за преориентацията на нашата интелигенция. Издава „Библиотека за работника“, която запознава българския читател с най-знаменитите писатели от Запад, Америка, Азия и Африка.
Христо Траянов е кръстник е на първите творби на Николай Хайтов, Пеньо Пенев, Дамян Дамянов, на прозата на Слав Хр. Караславов, на едни от най-добрите творби на Богомил Райнов, Александър Геров, Емил Манов, Андрей Гуляшки, Камен Калчев, Боян Болгар, Рангел Игнатов, и десетки други талантливи писатели.
Огромна е заслугата на Хр. Траянов за откриването и развиването на поета Дамян Дамянов. Неговата звезда изгрява, защото е бил открит и подпомаган от него през целия му земен път. Неслучайно на погребението на Дамян Дамянов реч държи Хр. Траянов. Дамян Дамянов посвещава и стихотворението „Завръщане“ на Хр. Траянов. През целия му живот Христо Траянов или „бай Христо“ (както са го наричали близките му приятели и познати) е помагал на всички хора и се е стремял всячески да подпомага професионалния прогрес на българските интелектуалци, както заради личното им израстване, така и заради приноса им към българската култура и държава. В едно свое писмо до Хр. Траянов, Дамян Дамянов казва „… И друго искам да ти кажа… Аз не познавам човек, който да е направил повече за писателите и поетите от теб. Това е нещо уникално, неповторимо. Прав беше бай Людмил Стоянов (академик), та ти и заплати ни даваше само и само да пишем за българския читател и българския народ…“ Известен е факта, че в годините, когато семейството на един от най-видните български художници на XX век – Атанас Яранов е било в много тежко материално положение, Хр. Траянов е помогнал и на тях. Синът на художника, Димитър Яранов (също известен и талантлив български художник) е казвал „нас (нашето семейство) другарят Траянов ни храни“. В приятелски отношения с Христо Траянов са били и художниците: Кирил Майски, Преслав Кършовски, Борис Димовски, и др. Христо Траянов е бил близък приятел и с видния български общественик, поет, сатирик и дисидент Радой Ралин. Заедно с Борис Димовски, Христо Траянов и Радой Ралин създават библиотека „Амфора“.
Сред близките приятели на Хр. Траянов се открояват имената на: Дамян Дамянов, Рангел Игнатов, Андрей Гуляшки, Слав Караславов, Константин Паустовски, Анатолий Приставски, и др.
По време на своята журналистическа кариера Христо Траянов е бил приеман от най-значимите фигури на XX век. Създава се приятелство между Хр. Траянов и маршал Георгий Жуков, който макар и критикуван в същото време е персонално отговорен за разгрома на Адолф Хитлер и неслучайно маршал Жуков приема парада на победата във Великата Отечествена Война. Траянов се сприятелява и със знаменития конструктор Андрей Туполев, който го награждава персонално с личната му значка. Сприятелява се с личности, като Александър Бек, Иля Еренбург, Александър Кривицки, Академик Людмил Стоянов, Академик Кербабаев, Алексей Хоменко, Густа Фучекова, Ян Масарик, и др.
Христо Траянов е автор на повече от 20 книги – пътеписи, разкази, повести и романи. Автор е на първите български книги за Сибир и Славчо Васев, като председател на Съюза на писателите го нарича „откривател на Сибир за българите…“ Неговото перо създава и едни от първите български книги критикуващи тоталитарната система – трилогията „Цената на щастието“ /романите „Паметта на сърцето“, Законът на истината“ и „Мъртви между живи“. Заради своята трилогия Хр. Траянов бива дисциплинарно уволнен от тогавашните български власти. През 1967 г. заедно с неговите колеги Слав Хр. Караславов и Рангел Игнатов, Христо Траянов печели първа награда с книгата им „Страната където слънцето не залязва“, като избора на книгата е бил направен измежду 20 000 книги. През 1968 г. Христо Траянов публикува сборник с разкази „Легенда за розата“, която е издадена в над 3 милионен тираж. Книгите му са преведени на 24 езика, включително финландски, английски, арабски, персийски и японски.
Христо Траянов е женен за българската лекарка д-р Елена Траянова, гинеколог, преподавател в Медицинска академия. Наградена е с медал за принос в развитието на СБАЛАГ „Майчин Дом“. Имат дъщеря – Мария Траянова, кинорежисьор и документалист, завършила Институт по кинематография „Герасимов“, награждавана многократно за своите филми на национални и международни конкурси и форуми.
| д-р Елена Траянова | Режисьор Мария Траянова – дъщеря на Хр. Траянов | Христо Траянов и Христо – младши. |

Христо Траянов умира на 8 юни 2015 г. на 89-годишна възраст, в гр.Банкя. 
| „ | "Трилогии на историческа тематика са написани доста малко. Доколкото зная на съвременна тематика „Цената на щастието“ е първата трилогия и то не само в България. С нея Христо Траянов удари една страшна плесница на старите поколения писатели. Не се съмнявам, че тя дълги години ще тръпне по бузите на писателите и читателите от бъдещите поколения…" Димитър Талев (Из изказване пред събрание на българските писатели) | “ |

| „ | „В живота си не съм имал по-ползотворни контактни с издателски работник-творец…“ Емил Коларов, писател | “ |